# Phonxay
Phonxay (tiếng Lào: ເມືອງໂພນໄຊ) là một muang (mường, huyện) thuộc tỉnh Luangprabang ở thượng Lào .